# Luis Cordero (Cañar)

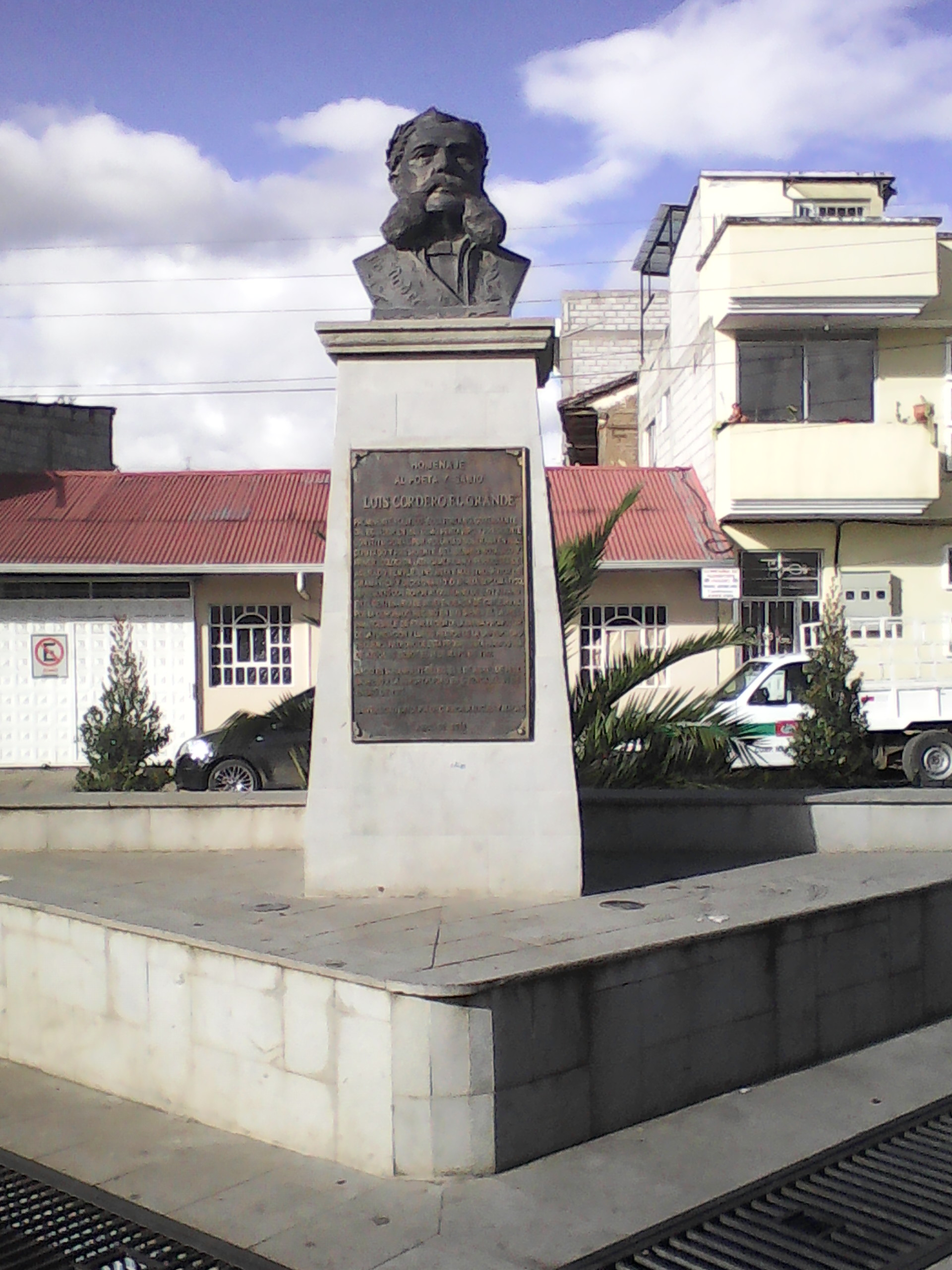
Büste von Luis Cordero Crespo im Parque de Luis Cordero

Luis Cordero ist eine Ortschaft und eine Parroquia rural („ländliches Kirchspiel“) im Kanton Azogues der ecuadorianischen Provinz Cañar. Verwaltungssitz ist Luis Cordero, auch als „San Marcos“ bekannt. Die Parroquia besitzt eine Fläche von 19,07 km². Die Einwohnerzahl lag im Jahr 2010 bei 3871. 

## Lage
Die Parroquia Luis Cordero liegt in den Anden südzentral in Ecuador. Entlang der östlichen Verwaltungsgrenze verläuft ein 3100 m hoher Bergkamm in Nord-Süd-Richtung. Der etwa 2780 m hoch gelegene Hauptort befindet sich 2,5 km östlich der Provinzhauptstadt Azogues. Die Straße Azogues–Paute führt an Luis Cordero vorbei.
Die Parroquia Luis Cordero grenzt im Südwesten, im Westen und im Norden an das Municipio von Azogues, im Osten und im Südosten an die Provinz Azuay mit den Parroquias Bulán und Paute (beide im Kanton Paute) sowie im äußersten Süden an die Parroquia San Miguel.

## Geschichte
Die Parroquia Luis Cordero wurde am 20. Juni 1917 gegründet. Namensgeber der Parroquia war Luis Cordero Crespo, der aus der Umgebung stammte und 1892–1895 Präsident von Ecuador war.